# Prirojena srčna napaka
Prirojena srčna napaka (Congenital Heart Defect - CHD), znana tudi kot prirojena srčna anomalija ali prirojena srčna bolezen, je problematična struktura srca, ki je prisotna že ob rojstvu. Znaki in simptomi so odvisni od konkretne vrste problema. Simptomi se lahko različni, od primerov, ko znakov sploh ni, do smrtno nevarnih stanj. Če so prisotni, so lahko med drugim hitro dihanje, modrikasta koža, slabo pridobivanje telesne teže in občutek utrujenosti. Stanje ne povzroča bolečin v prsih. Večina prirojenih srčnih težav se ne pojavlja z drugimi boleznimi. med zapleti, ki so lahko posledica srčne napake, le med drugim srčno popuščanje.
Vzrok za prirojeno srčno napako je pogosto neznan. V nekaterih primerih je lahko posledica okužbe med nosečnostjo , kot so rdečke, uporabe nekaterih zdravil ali drog, kot sta alkohol ali tobak, tesno sorodstvo staršev, ali slaba prehranjenost ali debelost pri materi. Imeti starša s prirojeno srčno napako je tudi dejavnik tveganja. Številna genetska obolenja so povezana s prirojeno okvaro srca, med drugim Downov sindrom, sindrom Turner in sindrom Marfan. Prirojene srčne napake se delijo v dve glavni skupini: v cianotične srčne napake in ne-cianotične srčne napake, glede na to, ali se otrok nagiba k pomodrelosti. V problem so lahko vpletene notranje stene srca, srčne zaklopke ali pa velike krvne žile, ki vodijo do srca in iz njega.
Prirojene srčne napake se delno preprečijo s cepljenjem proti rdečkam, dodajanjem joda v sol in dodajanjem folne kisline v določena živila. Nekatere napake ne potrebujejo zdravljenja. Druge se lahko uspešno zdravijo s postopki na osnovi katetra  ali z operacijo srca. Včasih so lahko da potrebne številne operacije  in včasih je nujna presaditev srca. Ob ustreznem zdravljenju, tudi če gre za zapleten problem, so izidi na splošno dobri.
Srčne napake so najpogostejše okvare ob rojstvu. V letu 2013 so bile prisotne pri 34,3 miljonih ljudi po vsem svetu. Prizadenejo od 4 do 75 dojenčkov na 1.000 živorojenih otrok, odvisno od tega, kako se do diagnoze pride. Približno od  6 do 19 na 1.000 ima zmerno do hudo stopnjo težav. Prirojene srčne napake so najpogostejši vzrok za smrt ob rojstvu zaradi okvar. V letu 2013 se zaradi njih umrlo 323,000 novorojenčkov, padec s 366,000 smrti leta 1990.

## Znaki in simptomi
Znaki in simptomi so povezani z vrsto in resnostjo srčne okvare. Simptomi se pogosto kažejo zgodaj v življenju, vendar pa so lahko nekatere okvare skozi vse življenje neopazne. Nekateri otroci nimajo znakov, spet drugi pa imajo težave z dihanjem, cianozo, omedlevice, šume na srcu, okrnjen razvoj udov in mišic, slab tek ali rast, in okužbe dihal. Prirojene srčne napake povzročajo nenormalno strukturo organa, zaradi česar prihaja do nastajanja določenih zvokov, znanih kot šum na srcu. Včasih jih je mogoče zaznati med avskultacijo; vendar pa niso vsi šumi na srcu posledica prirojene srčne napake.

### Povezani simptomi
Prirojene srčne napake so povezane s povečano pojavnost nekaterih drugih simptomov, ki so združeni pod nazivom VACTERL:
- V — Vertebralne anomalije
- A — Analna atrezija
- C — Srčno-žilne anomalije
- T — Traheo-ezofagna fistula
- E — Ezofagealna atrezija
- R — Renalne (ledvične) in/ali radialne nepravilnosti
- L — Okvare udov

Ventrikularno septalna okvara (VSD), atrijske septalne napake, in tetralogija po Fallotu so najpogostejše prirojene srčne napake, ki jih srečati v kombinaciji VACTERL. Manj pogoste napake v združenju so truncus arteriosus in prestavljene velike arterije.

## Diagnoza
Številne prirojene srčne napake se lahko ugotovijo s  predrojstveno diagnozo ploda (z ehokardiografijo).  To je test, ki ga je mogoče storiti v drugem trimesečju nosečnosti, ko je mati otroka 18-24 tednov noseča. Metoda je lahko  ultrazvok trebuha ali transvaginalni ultrazvok.
Če je otrok rojen s cianotično srčno boleznijo, je diagnozo običajno mogoče postaviti kmalu po rojstvu zaradi modre barve kože (od tod ime  cianoza). Pri novorojenčkih s septalno okvaro ali obstrukcijsko okvaro, so simptomi pogosto opazni šele po nekaj mesecih ali včasih tudi po več letih.

## Epidemiologija
Srčne napake so med najbolj pogoste okvare ob rojstvu, ki se pojavljajo v 1 % živorojenih otrok (2-3 %, vključno z bikuspidalno aortno zaklopko). Leta  2013 je 34,3 milijona ljudi imelo CHD. V letu 2010 je zaradi tega prišlo do 223,000 smrti, padec v primerjavi z 278,000 leta 1990.
Za prirojene srčne napake, ki se pojavijo brez družinske anamneze (de novo), je verjetnost za ponovitev pri potomcih 3-5 %. 